# Rabaul

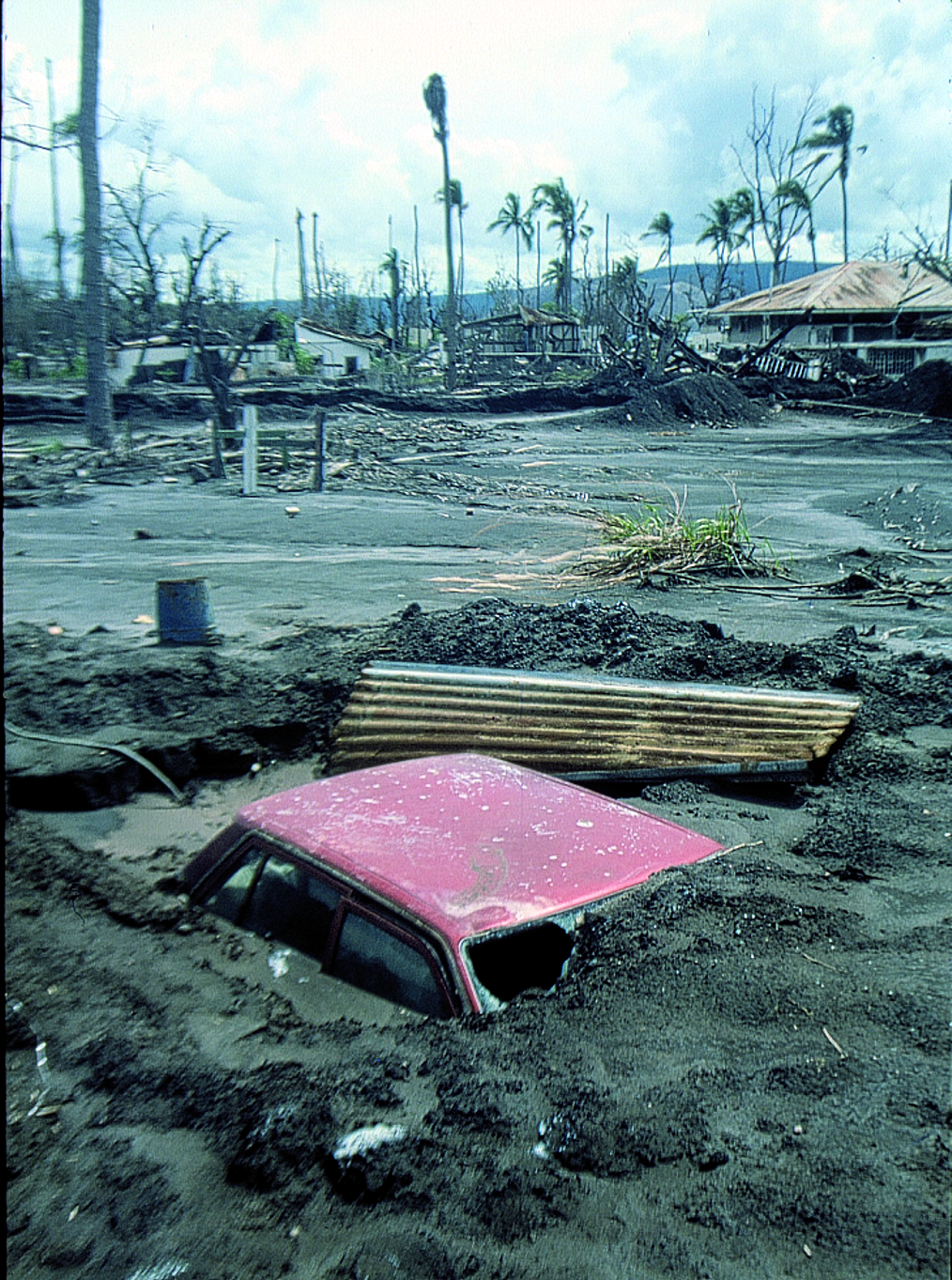
Efectes de l'erupció de 1994 a Rabaul.

Rabaul és una població de la província d'East New Britain a l'illa de Nova Bretanya, a Papua Nova Guinea. Rabaul va ser la capital provincial i l'assentament més important de la província fins que la ciutat, l'any 1994, va ser destruïda per la caiguda de cendra volcànica. Es troba a les coordenades: 4°12′S 152°11′E.
Després la ciutat va ser traslladada a Kokopo, a uns 20 km de distància.
Rabaul va ser coneguda amb el nom de Simpsonhafen durant l'administració alemanya (1884 fins a 1919). Rabaul va ser la capital del Territori de Nova Guinea australià i el 1937 va ser destruïda,amb la mort de 507 persones, per primera vegada pel volcà, que de fet són dos volcans anomenats Tavurvur i Vulcan, que té a prop.
Durant la Segona Guerra Mundial va ser capturada pels japonesos el 1942, i va esdevenir la seva base militar més important del Pacífic Sud.
Com a destinació turística, Rabaul va ser popular pel busseig i pel seu port espectacular 

## Clima
Rabaul té un clima equatorial que és molt uniforme al llarg de l'any, la temperatura mitjana anual és la mateixa que la temperatura de cadascun dels 12 mesos de l'any, 23 °C. La pluviometria anual és d'uns 2.000 litres, no hi ha una autèntica estació seca, però als mesos des de maig a octubre plou la meitat que als altres mesos de l'any.